# Плато (Міннесота)
Плато (англ. Plato) — місто (англ. city) в США, в окрузі Маклеод штату Міннесота. Населення — 329 осіб (2020).

## Географія
Плато розташоване за координатами 44°46′20″ пн. ш. 94°2′22″ зх. д. / 44.77222° пн. ш. 94.03944° зх. д. (44.772350, -94.039337).  За даними Бюро перепису населення США в 2010 році місто мало площу 0,91 км², з яких 0,90 км² — суходіл та 0,01 км² — водойми.

## Демографія
Згідно з переписом 2010 року, у місті мешкало 320 осіб у 139 домогосподарствах у складі 97 родин. Густота населення становила 352 особи/км².  Було 146 помешкань (161/км²).
Расовий склад населення:
| - 98,1 % — білих - 0,6 % — азіатів - 0,3 % — корінних американців |

До двох чи більше рас належало 0,0 %. Частка іспаномовних становила 0,9 % від усіх жителів.
За віковим діапазоном населення розподілялося таким чином: 18,7 % — особи молодші 18 років, 63,5 % — особи у віці 18—64 років, 17,8 % — особи у віці 65 років та старші. Медіана віку мешканця становила 44,6 року. На 100 осіб жіночої статі у місті припадало 102,5 чоловіків;  на 100 жінок у віці від 18 років та старших — 100,0 чоловіків також старших 18 років.
Середній дохід на одне домашнє господарство  становив 66 975 доларів США (медіана — 64 861), а середній дохід на одну сім'ю — 79 090 доларів (медіана — 72 500). За межею бідності перебувало 5,8 % осіб, у тому числі 6,9 % дітей у віці до 18 років та 1,7 % осіб у віці 65 років та старших.
Цивільне працевлаштоване населення становило 187 осіб. Основні галузі зайнятості: виробництво — 26,2 %, освіта, охорона здоров'я та соціальна допомога — 15,5 %, транспорт — 11,8 %, науковці, спеціалісти, менеджери — 11,8 %.